# Julianastormfloden 1164
Julianastormfloden (tyska: Julianenflut) inträffade mellan den 16 och 17 februari 1164 (Heliga Julianas dag) och är en av de första kända stormfloderna vid Nordsjökusten. Omkring 20 000 personer och tusentals kreatur dog vid denna naturkatastrof.
De mest drabbade områdena var Ostfriesland och Friesland i nuvarande Tyskland samt områdena kring Zuiderzee i nuvarande Nederländerna.
Mellan byarna Dauens och Hummens, mellan nuvarande Wilhelmshaven och floden Jades mynning, uppstod ett brott i skyddsvallarna som inte kunde repareras. Detta blev början till nuvarande havsviken Jadebusen.